# Loxosomella macginitieorum
Loxosomella macginitieorum är en bägardjursart som beskrevs av Soule 1965. Loxosomella macginitieorum ingår i släktet Loxosomella och familjen Loxosomatidae. Inga underarter finns listade i Catalogue of Life.